# Demmin (distrito)
Demmin é um distrito (kreis ou landkreis) da Alemanha localizado no estado de Meclemburgo-Pomerânia Ocidental.

## Cidades e municípios
| Cidades (livres)    |
| 1. Dargun 2. Demmin |

| Ämter - Associações municipais | Ämter - Associações municipais | Ämter - Associações municipais |
| --- | --- | --- |
| - 1. Demmin-Land [seat: Demmin] 1. Beggerow 2. Borrentin 3. Hohenbollentin 4. Hohenmocker 5. Kentzlin 6. Kletzin 7. Lindenberg 8. Meesiger 9. Nossendorf 10. Sarow 11. Schönfeld 12. Siedenbrünzow 13. Sommersdorf 14. Utzedel 15. Verchen 16. Warrenzin - 2. Jarmen-Tutow 1. Alt Tellin 2. Bentzin 3. Daberkow 4. Jarmen1, 2 5. Kruckow 6. Tutow 7. Völschow | - 3. Malchin am Kummerower See 1. Basedow 2. Duckow 3. Faulenrost 4. Gielow 5. Kummerow 6. Malchin1, 2 7. Neukalen2 - 4. Peenetal/Loitz 1. Düvier 2. Görmin 3. Loitz1, 2 4. Sassen-Trantow - 5. Stavenhagen 1. Bredenfelde 2. Briggow 3. Grammentin 4. Gülzow 5. Ivenack 6. Jürgenstorf 7. Kittendorf 8. Knorrendorf 9. Mölln 10. Ritzerow 11. Rosenow 12. Stavenhagen1, 2 13. Zettemin | - 6. Treptower Tollensewinkel 1. Altenhagen 2. Altentreptow1, 2 3. Bartow 4. Breesen 5. Breest 6. Burow 7. Gnevkow 8. Golchen 9. Grapzow 10. Grischow 11. Groß Teetzleben 12. Gültz 13. Kriesow 14. Pripsleben 15. Röckwitz 16. Siedenbollentin 17. Tützpatz 18. Werder 19. Wildberg 20. Wolde |
| 1sede; 2cidade | | |